# HD 117242
HD 117242，又名BD+53 1622，SAO 28763、HR 5076，是一颗恒星，视星等为6.34，位于銀經110.49，銀緯63.49，其B1900.0坐标为赤經13h 23m 58.4s，赤緯+53° 63.49′ 51″。